# 스테퍼니 비어트리즈
스테퍼니 비어트리즈(영어: Stephanie Beatriz, 1981년 2월 10일 ~ )는 아르헨티나 출신의 미국의 배우이다.

## 출연 작품
- 더 라이트 오브 더 문
- 하프 매직
- 레고 무비 2 - 어마무시 장군 역 (목소리)
- 인 더 하이츠 - 칼라 역
- 엔칸토: 마법의 세계 - 미라벨 역